# Société de Linguistique Romane
Die Société de Linguistique Romane ist eine sprachwissenschaftliche Fachgesellschaft auf dem Gebiet der Romanistik.

## Geschichte
Die Société de Linguistique Romane wurde 1924 von den französischen Philologen Adolphe Terracher, Professor an der Universität Straßburg, und Oscar Bloch, elsässischer Dialektologe und Lehrer am Lycée Buffon, in Paris gegründet, zugleich wurde die Zeitschrift Revue de linguistique romane ins Leben gerufen. Die neue Gesellschaft diente mit ihren Tagungen und Publikationen den Romanisten unterschiedlicher Sprachen aus rund zwanzig Ländern als internationale Dachorganisation. Im Jahr 1928 fand unter der Leitung von Adolphe Terracher in Dijon der erste Internationale Kongress für romanische Sprachwissenschaft statt. Den Zweiten Internationalen Kongress für romanische Sprachwissenschaft von 1930 führten die Schweizer Romanisten Karl Jaberg und Jakob Jud als «Reisekongress» durch verschiedene romanischsprachige Regionen der Schweiz, von Sitten über Savièse, Sedrun und Disentis bis nach Chur. Neben den genannten referierten auch Ernst Tappolet, Jules Jeanjaquet, Ernest Muret, Robert von Planta und Chasper Pult über die romanischen Sprachverhältnisse in der Schweiz.
Während des Zweiten Weltkriegs und einige Jahre danach ruhte die Tätigkeit der Gesellschaft und setzte erst 1953, erneut unter der Leitung des Präsidenten der Vorkriegsjahre Mario Roques, mit dem Siebten Kongress zur romanischen Linguistik in Barcelona wieder ein. Seither fanden unter der Federführung der Société de Linguistique Romane weitere Kongresse dieser Reihe statt bis zum 28. Internationalen Kongress für romanische Linguistik und Philologie 2016 in Rom und zum 29. Weltkongress in Kopenhagen. Die Vorbereitung und Leitung dieser internationalen Kongresse bildet in der Regel die Hauptaufgabe des üblicherweise drei Jahre amtierenden Präsidiums und Gesellschaftsrats.
Die Société de Linguistique Romane ist Herausgeberin der Reihen Revue de linguistique romane und Bibliothèque de linguistique romane.
Seit 1956 verleiht die Gesellschaft den zum Gedächtnis an den Romanisten Albert Dauzat gestifteten Prix Dauzat für Arbeiten zur galloromanischen Sprachwissenschaft. Preisträger waren unter anderen Jean Séguy, Simone Escoffier, Ernest Schüle,  Jean-Pierre Chambon, Marie-Thérèse Counet, Eva Büchi, André Thibault und Yan Greub.
Zu Beginn des 21. Jahrhunderts gehörten mehr als 900 Fachpersonen aus 34 Ländern und rund 400 Bibliotheken zu den Mitgliedern der Gesellschaft.

## Internationale Kongresse für romanische Sprachwissenschaft und Philologie
- 1. Kongress: Dijon, 1928
- 2. Kongress: Schweiz, 1930 (Sitten – Disentis – Chur)
- 3. Kongress: Rom, 1932
- 4. Kongress: Bordeaux, 1934
- 5. Kongress: Nizza, 1937
- 6. Kongress: Liège, 1951 (Congrès de Philologie moderne)
- 7. Kongress: Barcelona, 1953
- 8. Kongress: Florenz, 1956
- 9. Kongress: Lissabon, 1959
- 10. Kongress: Strassburg, 1962
- 11. Kongress: Madrid, 1965
- 12. Kongress: Bukarest, 1968
- 13. Kongress: Québec, 1971
- 14. Kongress: Neapel, 1974
- 15. Kongress: Rio de Janeiro, 1977
- 16. Kongress: Palma de Mallorca, 1980
- 17. Kongress: Aix-en-Provence, 1983
- 18. Kongre4ss: Trier, 1986
- 19. Kongress: Santiago de Compostela, 1989
- 20. Kongress: Zürich, 1992
- 21. Kongress: Palermo, 1995
- 22. Kongress: Brüssel, 1989
- 23. Kongress: Salamanca, 2001
- 24. Kongress: Aberystwyth, 2004
- 25. Kongress: Innsbruck, 2007
- 26. Kongress: Valencia, 2010
- 27. Kongress: Nancy, 2013 (mitorganisiert durch das laboratoire ATILF der Universität Lothringen)
- 28. Kongress: Rom, 2016
- 29. Kongress: Kopenhagen, 2019
- 30. Kongress: San Cristóbal de La Laguna, 2022

## Präsidenten und Präsidentinnen
- Ferdinand Brunot (1860–1938), Frankreich, 1924–1928
- Karl Jaberg (1877–1958), Schweiz, 1928–1930
- Giulio Bertoni (1878–1942), Italien, 1930–1932
- Mario Roques (1875–1961), Frankreich, 1932–1934
- Ramón Menéndez Pidal (1869–1968), Spanien, 1934–1937
- Mario Roques (1875–1961), 1937–1940 und 1953–1961
- Walther von Wartburg (1888–1971), Schweiz, 1962–1965
- John Orr (1885–1966), Australien, 1965–1966
- Antoni Maria Badia i Margarit (1920–2014), Katalonien, 1968–1971
- Kurt Baldinger (1919–2007), Schweiz, 1971–1974
- Bernard Pottier (* 1924), Frankreich, 1974–1977
- Manuel Alvar (1923–2001), Spanien, 1977–1980
- Eugenio Coseriu (1921–2002), Rumänien, 1980–1983
- Aurelio Roncaglia (1917–2001), Italien, 1983–1986
- Max Pfister (1932–2017), Schweiz, 1986–1989
- Robert Martin (* 1936), Frankreich, 1989–1992
- Gerold Hilty (1927–2014), Schweiz, 1992–1995
- Alberto Varvaro (1934–2014), Italien, 1995–1998
- Marc Wilmet (1938–2018), Belgien, 1998–2001
- Günter Holtus (* 1946), Deutschland, 2001–2004
- Emilio Ridruejo (* 1949), Spanien, 2004–2007
- Maria Iliescu (1927–2020), Österreich, 2007–2010
- Jean-Pierre Chambon (* 1952), Frankreich, 2010–2013
- David Andrew Trotter (1957–2015), Großbritannien, 2013–2015
- Roberto Antonelli (* 1942), Italien, 2016–2019
- Fernando Sánchez Miret, Spanien, seit 2020.

## Andere Personen mit Bezug zur Organisation
- Andreas Blinkenberg (1893–1982), Ehrenmitglied seit 1971
- Michel Bréal (1832–1915), Generalsekretär
- Pierre Gardette (1906–1973), Generalsekretär
- Antoine Meillet (1866–1936), Generalsekretär
- Gilles Roques, Generalsekretär
- Gaston Tuaillon (1923–2011), Generalsekretär